# Dichelus holosericeus
Dichelus holosericeus är en skalbaggsart som beskrevs av Hermann Burmeister 1844. Dichelus holosericeus ingår i släktet Dichelus och familjen Melolonthidae. Inga underarter finns listade i Catalogue of Life.